# Arthrosaura guianensis
Arthrosaura guianensis är en ödleart som beskrevs av  Macculloch And Lathrop 200. Arthrosaura guianensis ingår i släktet Arthrosaura och familjen Gymnophthalmidae. Inga underarter finns listade i Catalogue of Life.